# Jim Marshall
James Charles "Jim" Marshall (Londres, Inglaterra, 29 de julio de 1923-5 de abril de 2012) fue conocido como "El padre del ruido", pionero de la amplificación de guitarras eléctricas.
Su empresa, Marshall Amplification, sigue produciendo amplificadores con un estatus de ícono.
Desde el año 1960, Marshall fue dueño de una tienda de música de gran éxito en Hanwell y era conocido por complementar esos ingresos por haber enseñado batería. Sus muchos clientes que tocaban la guitarra (incluyendo a Ritchie Blackmore, Jim Sullivan y Pete Townshend) plantearon la necesidad de un amplificador especial y Marshall vio la oportunidad. Reclutó a un aprendiz de electrónica de 18 años de edad, Dudley Craven, quien previamente trabajaba para EMI y, con su ayuda, comenzó a producir prototipos de amplificadores, resultando en la fundación de Marshall Amplification, en 1962.